# قاعده زایتسف
قاعده سایتزف (به انگلیسی: Zaitsev's rule یا Saytseff's rule) یک قاعده در تشخیص محصول عمده آلکنی در یک واکنش حذفی است. این قاعده به این شکل بیان می‌شود که:
فرآورده اصلی در واکنش هیدروهالوژن‌زدایی، آلکنی است که بیشترین تعداد گروه‌های آلکیل متصل به اتم‌های کربن پیوند دوگانه را داشته باشد.
اما در برخی استثناعات از قاعده هافمن استفاده می‌شود قاعده هافمن کاملاً برعکس  قاعده سایتزف می‌باشد به‌طور مثال واکنش حذف هالو آلکانها وقتی هالوژن فلوئور باشد از قاعده هافمن (آلکن با استخلاف کمتر) به جای سایتزف پیروی می‌شود.
این قاعده نخستین بار توسط شیمیدان روس الکساندر میخایلوویچ زایتسف در سال ۱۸۷۵ میلادی ارائه شد.
به عنوان مثال هنگامی که ۲-یدوبوتان در حضور پتاسیم هیدروکسید و در محیطی حاوی الکل واکنش می‌دهد، فراورده عمده ۲-بوتن و فراوردهٔ کمتر ۱-بوتن است.